# GNOME Foundation
La GNOME Foundation (ovvero, in italiano, Fondazione GNOME) è un'organizzazione non-profit nata nel 2000 con sede negli Stati Uniti, a Cambridge (Massachusetts), che coordina il progetto GNOME rivolto allo sviluppo del desktop environment GNOME.

## Scopo
Il progetto GNOME nasce per creare un desktop environment libero, completo e facile da usare e un framework per lo sviluppo di software applicativo. GNOME è parte del progetto GNU, è software libero e sviluppato come software open source.
La fondazione GNOME lavora per raggiungere l'obiettivo del progetto GNOME: la creazione di una piattaforma informatica rivolta a tutti che sia completamente free software.
Per raggiungere questo obiettivo la fondazione coordina i rilasci di GNOME e determina quali progetti vanno a far parte di GNOME.
La fondazione è la voce ufficiale del progetto GNOME, l'interlocutore della stampa e delle organizzazioni, commerciali e non, che sono interessate al software GNOME.
La fondazione produce materiale educativo e documentazione per aiutare il pubblico a conoscere il software GNOME. Inoltre sponsorizza le conferenze tecniche su GNOME, come il GUADEC e il Boston Summit, rappresenta GNOME alle conferenze organizzate da terzi, aiuta a creare standard tecnici per il progetto e promuove l'uso e lo sviluppo di software GNOME.

## Direzione
La fondazione è presieduta da un direttore esecutivo e dalla Board of Directors.
Dal giugno 2011 Karen Sandler, nota per un problema di software proprietario sul suo pacemaker, è il direttore della fondazione; in precedenza, dal luglio 2008, tale incarico è stato ricoperto da Stormy Peters.

### Board of Directors
La GNOME Foundation è governata dalla Board of Directors, che è eletta annualmente dalla comunità GNOME.
Attualmente i membri sono: Emmanuele Bassi, Joanmarie Diggs, Ekaterina Gerasimova, Tobias Mueller, Andreas Nilsson, Sriram Ramkrishna e Marina Zhurakhinskaya.

### Advisory Board
L'Advisory Board della fondazione è un insieme di organizzazionie aziende che comunicano strettamente con il Board of Directors del progetto GNOME; le organizzazioni possono aderire all'Advisory Board versando una quota annuale compresa tra 5000 e 10000 dollari o possono essere invitate come organizzazioni no-profit.
Attualmente fanno parte dell'Advisory Board: Canonical Ltd, Collabora, Debian, Free Software Foundation, Google, IBM, Igalia, Intel, Linux Foundation, Mozilla Foundation, One Laptop Per Child, Private Internet Access, Red Hat, Software Freedom Law Center, Sugarlabs e SUSE.

### Membri precedenti
Alcuni membri precedenti:
- Nat Friedman (2001–2003)
- Jim Gettys (2000–2002)
- Miguel de Icaza (2000–2002)
- Raph Levien (2000–2001)
- Michael Meeks (2001)
- Federico Mena Quintero (2000–2001, 2004–2005)
- Havoc Pennington (2000–2001)

## Modalità di adesione
Tutti i contributori GNOME possono diventare membri della fondazione. Tutti i membri sono eleggibili per la Board of Directors, possono votare alle elezioni del Board e suggerire referenda.